# Кишнихан
Кишнихан (дари کشنى خان) — кишлак на северо-востоке Афганистана, в вилаяте (провинции) Бадахшан. Входит в состав района Вахан.

## Географическое положение
Кишнихан расположен на северо-востоке Бадахшана, в высокогорной местности, на левом берегу реки Пяндж, вблизи места впадения в неё малой реки Кишнихан, на расстоянии приблизительно 121 километра к востоку-юго-востоку (ESE) от города Файзабада, административного центра вилаята. Абсолютная высота — 2671 метр над уровнем моря. Ближайшие населённые пункты — кишлак Шхавр (выше по течению Пянджа), кишлак Уарк (ниже по течению Пянджа).

## Население
В национальном составе преобладают ваханцы.